# Erik Andersson (arkitekt, 1926–2020)
Erik Oskar Lennart Andersson, född 2 november 1926 i Skåre, Grava församling, Värmlands län, död där 12 juli 2020, var en svensk arkitekt.
Andersson, som var son till köpman Oskar Andersson och Maria Larsson, avlade studentexamen i Karlstad 1946 och utexaminerades från Kungliga Tekniska högskolan 1954. Han blev arkitekt hos länsarkitekten i Värmlands län 1956, biträdande länsarkitekt där 1963 och länsarkitekt där 1974. Han var även ordförande i byggnadsnämnden i Grava landskommun.